# Sleepwalkers
Sleepwalkers is een Amerikaanse horrorfilm uit 1992. Regisseur Mick Garris verfilmde hiervoor het gelijknamige verhaal van Stephen King.

## Verhaal
Charles Brady (Brian Krause) en zijn moeder Mary (Alice Krige) verhuizen naar een klein stadje, waar ze vlot aansluiting vinden in de lokale gemeenschap. Charles mag op school zelfs al snel rekenen op de interesse van de knappe Tanya Robertson (Mädchen Amick). Wat zij niet van hem weet, is dat hij en zijn moeder behoren tot het ras der 'sleepwalkers'. Zij voeden zich met de levensadem van mensen en kunnen wanneer ze willen veranderen in gevaarlijke katachtige humanoïden. Charles ziet in Robertson de perfecte kandidaat om aan zijn moeder te voeren.

## Rolverdeling
| Acteur         | Personage                       |
| -------------- | ------------------------------- |
| Brian Krause   | Charles Brady                   |
| Alice Krige    | Mary Brady                      |
| Mädchen Amick  | Tanya Robertson                 |
| Lyman Ward     | Donald Robertson                |
| Cindy Pickett  | Helen Robertson                 |
| Ron Perlman    | Hoofdinspecteur Soames          |
| Jim Haynie     | Sheriff Ira                     |
| Dan Martin     | Andy Simpson                    |
| Lucy Boryer    | Jeanette                        |
| Glenn Shadix   | Mr. Fallows                     |
| Cynthia Garris | Laurie                          |
| Monty Bane     | Horace                          |
| Judette Warren | Carrie                          |
| Sparks         | Clovis                          |
| Stephen King   | Begraafplaatsonderhouder        |
| John Landis    | Labtechnicus                    |
| Joe Dante      | Lab assistent                   |
| Clive Barker   | Forensisch onderzoeker          |
| Tobe Hooper    | Forensisch onderzoeker          |
| Mark Hamill    | Inspecteur Jennings (onvermeld) |

## Prijzen
Sleepwalkers won op het Italiaanse Fantafestival prijzen voor beste film, beste regie (beide voor Garris), beste screenplay (King) en beste actrice (Krige).

## Trivia
- King heeft - zoals gebruikelijk - een cameo in de verfilming van zijn verhaal. Hij komt kort in beeld als verzorger van het kerkhof.
- Verschillende andere, voornamelijk horror-, regisseurs hebben eveneens cameo's, zoals Clive Barker, Joe Dante, Tobe Hooper en John Landis.